# Schöniger-Aufschluss
Der Schöniger-Aufschluss ist ein Verfahren der Chemie zum mikroanalytischen Nachweis von Halogenen und Schwefel. Es ist nach seinem Erfinder Wolfgang Schöniger benannt. „Die zu untersuchende Substanz wird in einem Stück aschefreiem Filterpapier in einem mit Sauerstoff gefüllten Erlenmeyerkolben 500 ml mit Normschliff NS 29/32 verbrannt, die Verbrennungsprodukte absorbiert und der Gehalt des zu bestimmenden Elementes massanalytisch erfasst.“

## Prinzip

Mögliche Faltung des Filterpapiers für Schöniger Aufschluss (braun = Probe)

Schematische Darstellung der Schritte beim Schöniger-Aufschluss

Vor der eigentlichen Bestimmung des Halogens muss dieses zunächst durch Verbrennung aus seiner organischen Bindung in eine anorganische Form überführt werden. Von der zu analysierenden Substanz wird daher eine geringe Menge (typischerweise wenige Milligramm bis zu etwa 100 Milligramm) auf einem aschefreien Filterpapier eingewogen. Dieses Papier wird anschließend mehrfach zusammengefaltet, so dass keine Analysensubstanz verloren geht und ein kurzer „Zündstreifen“ herausragt. Das gefaltete Papier kommt dann in eine offene Haltevorrichtung aus Platin, die über einen längeren Draht und Netz mit einem Schliffstopfen verbunden ist.
Der  Schöniger-Kolben wird zu einem Teil mit einer Absorptionslösung (Natronlauge oder Natronlauge mit Wasserstoffperoxid) gefüllt und anschließend gründlich mit Sauerstoff gespült. Nach dem Anzünden einer Ecke des Papiers wird dieses rasch in die Sauerstoffatmosphäre eingebracht und der Kolben mit dem Stopfen dicht verschlossen. Anfangs entsteht durch die Verbrennung ein leichter Überdruck im Kolben. Um ein Entweichen der Reaktionsgase zu verhindern kann der Kolben auf den Kopf gedreht werden, damit die Absorptionslösung den Stopfen abdichtet.
Nach der vollständigen Verbrennung entsteht durch die Absorption der Verbrennungsgase ein Unterdruck im Kolben. Der Kolben wird jetzt gut geschüttelt, um eine möglichst rasche und vollständige Absorption zu gewährleisten. Der Anteil an Halogenen in der Lösung kann zum Beispiel über Titration oder chromatographische Verfahren ermittelt werden.

## Anwendungen
- DIN 51400-3 – Prüfung von Mineralölen und Brennstoffen – Bestimmung des Schwefelgehaltes (Gesamtschwefel) – Teil 3: Verbrennung nach Schöniger; Thorin-Sulfonazo-III-Titration
- DIN EN 14582 – Charakterisierung von Abfällen – Halogen- und Schwefelgehalt – Sauerstoffverbrennung in geschlossenen Systemen und Bestimmungsmethoden